# Ghiacciaio Gruening
Il ghiacciaio Gruening (in inglese Gruening Glacier) è un ampio ghiacciaio situato sulla costa di Black, nella parte orientale della Terra di Palmer, in Antartide. Il ghiacciaio, il cui punto più alto si trova circa 819 m s.l.m., fluisce verso sud-est scorrendo tra lo sperone Boyer, a nord, e i monti Hess, a sud, fino ad entrare nella parte nord-occidentale dell'insenatura di Hilton, andando ad alimentare la piattaforma glaciale Larsen D.

## Storia
Il ghiacciaio Gruening fu scoperto il 30 dicembre 1940 da alcuni membri del Programma Antartico degli Stati Uniti d'America di stanza alla base Est e fu così battezzato in onore di Ernest H. Gruening, all'epoca membro del comitato esecutivo alla direzione del Programma e più tardi senatore dello Stato dell'Alaska.